# Josep Maria Prim i Serentill
Josep Maria Prim i Serentill (Benavent de Segrià, 27 de novembre de 1932) és un escriptor català de novel·la, teatre i assaig. La seua obra s'ha centrat en temes socials, històrics i biogràfics. Ha estat finalista dels premis Tirso de Molina (1975) i Trias Fargas (1999) i Josep Pla (2016), i ha guanyat els premis Elisenda de Montcada (1969), Josep Iglésias (1979), Roger de Llúria (1995?) i Josep Saperas i Martí (2006). Va ser membre de la junta directiva de l'Ateneu Barcelonès, on va pronunciar diverses conferències i va tenir un paper clau en la democratització de l'entitat, un procés que relata a la novel·la Històries misterioses de l'Ateneu Barcelonès (2018).

## Biografia
Va néixer a Benavent de Segrià, però al cap de pocs dies es va traslladar a Torrefarrera, on el seu pare exercia de veterinari. Durant la guerra civil espanyola la família es va refugiar de nou a Benavent i, més tard, a Albesa. Després de la guerra, va tornar al poble, on va acabar l'educació primària, i després va anar a Lleida a cursar el batxillerat a l'Institut de Lleida.
A 16 anys, es va traslladar a Barcelona, on va acabar el batxillerat i va començar els estudis universitaris de Dret, però finalment, a causa de les pressions del franquisme, va decidir abandonar la carrera i fugir a l'estranger. L'exili el va dur primerament a París i més tard a Kiel, però finalment es va establir a Suècia, on va passar quatre anys treballant en diversos àmbits. Va estudiar sociologia a la Universitat d'Estocolm, on també va exercir de professor de literatura i cultura hispànica a la Facultat de Ciències Econòmiques a través de l'Institut Iberoamericà de Cultura.
En retornar a Catalunya, s'instal·là a Barcelona, on desenvolupà diverses feines en el sector editorial, i s'associà a l'Ateneu Barcelonès, on conegué l'escriptora Rosa Fabregat, que el va convèncer perquè comencés a escriure per relatar les seues experiències als països escandinaus. Així aparegué la seua primera novel·la, Inadaptado (1969), escrita en castellà en la línia del realisme social del moment, que li va valdre el Premi Elisenda de Montcada. També s'interessà pel teatre i publicà, encara en castellà, les obres El silencio (1970), en què critica la repressió policial de la dictadura franquista, i Una granja humana (1977), finalista del premi Tirso de Molina. Ja en català, va escriure Primeres matèries (1974), de tema metafísic i kafkià, i La dolça agonia de na Talia (1979), un drama sobre el conflicte generacional i les lluites de poder que va merèixer el Premi Nacional de Teatre Català Ignasi Iglésias (1979).
Als anys 80 i 90 deixà enrere l'etapa teatral i centrà la seua producció en novel·les i assajos de tema històric com Joan Prim, revolucionari i home d'estat (1988) i El gran rei Jaume I (1995), L'esperit de Josep Trueta (1997), El racisme (1993), L'altra cara de Barcelona (2000) i L'Opus Dei, els legionaris de Crist, els kikos, etc., i la lluita per al poder al Vaticà (2005), publicat amb ocasió de la mort del papa Wojtyła.
L'any 2006 l'Òmnium Cultural el va guardonar amb el Premi Josep Saperas i Martí de narrativa per la seua novel·la He mirat la terra (2007), una crítica del model de desenvolupament actual, i el 2016 va ser finalista del Premi Josep Pla de narrativa amb la novel·la Històries misterioses de l'Ateneu Barcelonès (2018), basada en la seua etapa al capdavant d'aquesta entitat.

## Obra

### Novel·la
- Inadaptado (en castellà). Barcelona: Garbo, 1969 (Premi Elisenda de Montcada 1969)
- Una bona noia. Barcelona: La Paraula Viva, 1975
- He mirat la terra: cant a la pagesia. Granollers: Tarafa, 2007 (Premi Josep Saperas i Martí de narrativa 2006)
- Històries misterioses de l'Ateneu Barcelonès. Lleida: Pagès, 2018 (finalista del Premi Josep Pla de novel·la 2016)

### Teatre
- Una granja humana (en castellà). Madrid: Cultura Hispánica, 1977 (finalista del Premi Tirso de Molina de teatre 1975)

### Assaig
- Cinco genios de la ciencia moderna (en castellà). Barcelona: Martín Casanovas, 1973
- Els 14 catalans d'or. Barcelona: Nou Art Thor, 1983
- Joan Prim, revolucionari i home d'estat. Santes Creus: Fundació d'Història i Art Roger de Belfort, 1988
- El racisme: un dels grans reptes de les societats modernes. Lleida: Pagès, 1993
- El gran rei Jaume I el Conqueridor. Santes Creus: Fundació d'Història i Art Roger de Belfort, 1995 (Premi Roger de Llúria 1995?)
- El sentiment monàrquic del poble català. Barcelona: Oikos-Tau, 1996
- L'esperit de Josep Trueta. Lleida: Pagès, 1997
- L'altra cara de Barcelona: pensaments i sentiments de dotze col·lectius de marginats. Barcelona: Columna, 2000 (finalista del Premi Trias Fargas d'assaig 1999)
- Rotary, entre la globalització i el localisme. Barcelona: Ciutat Vella, 2002
- Marcats per l'escola franquista: 41 homes i dones parlen de la seva educació. Lleida: Pagès, 2003
- L'Opus Dei, els legionaris de Crist, els kikos, etc., i la lluita per al poder al Vaticà. Barcelona: Ciutat Vella, 2005
- Contra la Franja: crònica de l'agressió a la llengua, al Bisbat i al Museu de Lleida. Lleida: Pagès, 2012